# Thomas Willoughby Winterton
Sir Thomas John Willoughby Winterton, KCB, KCMG, CBE (Woolwich, 13 aprile 1898 – Newbury, 14 dicembre 1987), è stato un generale britannico.
Dopo aver combattuto nella seconda guerra mondiale prima in Birmania e poi in Italia, fu dal 1º gennaio al 1º agosto 1950 Alto Commissario per la zona britannica di occupazione dell'Austria e dal 1º aprile 1951 al 26 ottobre 1954 il comandante della zona anglo-statunitense del Territorio Libero di Trieste.

## Biografia
Nato il 13 aprile 1898 a Newbury nel Berkshire, Winterton si istruì presso la Oundle School e la Royal Military Academy di Woolwich, in cui fu arruolato nella Royal Field Artillery nel 1917, durante la prima guerra mondiale.
Dopo la guerra, fu aiutante presso l'unità dell'esercito di terra britannico (Territorial Army) dal 1925 al 1929, prima di essere stanziato in Birmania nel 1930 e seguire una scuola militare (Staff College, Quetta) dal 1936 al 1937. Nel 1938 fu inviato allo staff college di Camberley come istruttore, e poi trasferito al reggimento di fanteria leggera Oxfordshire and Buckinghamshire su raccomandazione del comandante dello staff college di Camberley, Generale maggiore Bernard Paget.
Prestò servizio nella seconda guerra mondiale inizialmente come vice aiutante e generale quartiermastro Quartermaster General per I Corps nel cui ruolo prese parte all'evacuazione di Dunkerque. Nel 1942 divenne Chief of Staff per l'ufficiale a comando della Birmania, Harold Alexander, nel 1942 e gli fu dato il comando di una brigata in Birmania nel 1943 e poi in Italia nel 1944.
Nel secondo dopoguerra, diventò vice commissario della Commissione di controllo alleata per l'Austria nel 1945 per poi diventare Alto commissario e comandante in capo britannico in Austria nel 1950. Passò poi a ricoprire il grado di comandante della zona anglo-statunitense del Territorio Libero di Trieste dal 1951 al 1954 prima di ritirarsi nel 1955.
Dal 1955 al 1960 Winterton fu colonnello comandante del reggimento di fanteria leggera Oxfordshire and Buckinghamshire e dal 1958 al 1960 colonnello comandante dei 1st Green Jackets (43° e 52°). Visse nella sua città natale di Newbury, nel Berkshire. Winterton fu inoltre un aiutante di campo per il Re.
Sposò Helen Cross nel 1921 con cui ebbe tre figli, tra cui il reverendo padre 'Gregory' Cecil John Winterton (1922-2012) che divenne prevosto dell'oratorio di Birmingham (1971-1992) e insegnante presso la St Philip's Grammar School di Birmingham.Winterton morì il 14 dicembre 1987.

## Rivolta di Trieste
Durante il suo mandato come comandante del GMA (Governo Militare Alleato) a Trieste, avvenne la cosiddetta Rivolta di Trieste: Winterton fu accusato dagli italiani di essere il principale responsabile dell'esito di questi incidenti in quanto comandante militare delle truppe britanniche, alle cui dipendenze stava proprio la Polizia Civile che sparò sulla folla.
L'8 novembre 1953, in occasione dei funerali delle vittime della Rivolta, Winterton si recò nella caserma della Polizia Civile per risollevare il morale delle truppe. Giunto in caserma si complimentò con il «nucleo mobile» per la condotta tenuta di fronte a quella che definì una vera e propria rivolta, e disse che nessuno doveva sentire di aver sbagliato perché chi fa il proprio dovere non sbaglia mai. Poi rassicurò che il reparto non sarebbe uscito in strada in quella giornata se non in estrema necessità, caso nel quale sarebbe comunque stato chiamato per ultimo e con addosso il normale elmetto di feltro.